# Katedrála v Oviedu
Metropolitní katedrální bazilika Nejsvětějšího Salvátora (španělsky: Catedral Metropolitana Basilica de San Salvador), někdy nazývaná též Sancta Ovetensis, je římskokatolický kostel a basilika minor v centru Ovieda, v regionu Asturie v severním Španělsku. Základ katedrály je románský, ale v průběhu let nabrala zejména charakter gotický. Má však i prvky renesanční a barokní. V katedrále jsou pohřbeni Eulogius z Córdoby, Fruela I. Asturský, Ordoño I. Asturský, Ramiro I. Asturský, Alfons III. Veliký nebo García I. Leónský. Katedrála je poutním místem na Svatojakubské cestě a jako její součást byla roku 1993 zapsána se seznam Světového dědictví UNESCO.

## Dějiny
Na místě dnešní katedrály vznikla velká předrománská bazilika na příkaz krále Alfonse II. Asturského, který učinil z Ovieda hlavní město Asturského království a sídlil ve městě se svým dvorem. O této první budově, jež měla vzniknout roku 781, není nic bližšího známo, ale zachovala se z ní Cámara Santa ("Svatá komora"). Jedná se o dvoupatrovou budovu obdélníkového půdorysu, která ve svém spodním patře ukrývá několik hrobů a v horním patře uchovává sbírku královských pokladů a relikvií, jako je známý Andělský kříž (Cruz de los ángeles) a Vítězný kříž (Cruz de la victoria), oba důležité symboly asturské monarchie. Z rané fáze vývoje byla zachována ještě románská zvonice Stará věž (Torre Vieja).
V roce 910 se hlavní město přesunulo do Leónu, ale Oviedo zůstalo sídlem biskupa. Katedrála byla obnovena ve 12. století arcibiskupem Pelagiem z Ovieda. Kapitulní síň byla postavena pravděpodobně v letech 1293 až 1314. Je to nejstarší gotická stavba katedrály, čtvercového půdorysu, krytá osmibokou kupolí. Gotická křížová chodba byla rozestavěná kolem roku 1300, i když byla dokončena až v polovině 15. století. Pelagiův nástupce Fernando Alvarez (1302–1321) přistavěl gotický klášter, byť několik archeologických důkazů naznačuje existenci již staršího románského kláštera na jeho místě. Gotická stavba, jak ji známe dnes, byla iniciována biskupem Gutierrem z Toleda v roce 1388. Kolem roku 1450 začali na stavbu dohlížet dva stavitelé ze severní Evropy, Nicolás de Bar a Nicolás de Bruselas. Zřejmě to byli právě oni, kdo rozhodli o okázalém stylu, jímž byla katedrála přestavěna. Po nich převzali vedení katedrální dílny španělští mistři stavitelé Juan de Candamo (mezi lety 1458 a 1489) a Bartolomé de Solórzano (v letech 1492 až 1498). Slavná věž byla přidána kardinálem Franciscem Mendozou de Bobadillou v roce 1528. Je jedním z divů pozdně gotické architektury. Měří téměř 80 metrů. Vztyčení obrovské jediné zvonice místo dvou menších bylo v pozdním středověku populárním řešením, známe podobné případy z Německa, Švýcarska i Francie. Dokončena byla v roce 1551. V roce 1575 ji poničil blesk, Rodrigo Gil de Hontañón ji obnovil s kombinací gotických a renesančních prvků.
Během raného novověku se katedrála v Oviedu dočkala nových přístaveb, včetně ambitu (navrženého Juanem de Navedou a postaveného v prvních letech 17. století), sakristie a několika barokních bočních kaplí. Kvůli jedné z nich byl stržen i sousední kostel Santa María del Rey Casto, který nesl ještě předrománské stopy. Pro tehdejší stavitele to ale neznačilo žádnou hodnotu.
Pod záštitou španělského Národního plánu pro katedrály (Plan National de Catedrales) byl komplex v letech 1998 až 2002 zrekonstruován s celkovým rozpočtem 764 623 eur.